# 海南溪树蛙
海南溪树蛙（学名：Buergeria oxycephala）为树蛙科溪树蛙属的两栖动物，是中国的特有物种。分布于海南等地，主要栖息于大中型流溪内以及常静伏于溪内大石上。其生存的海拔范围为80至500米。该物种的模式产地在海南五指山。

## 保护
本种于2023年被收录入《有重要生态、科学、社会价值的陆生野生动物名录》。